# Bärtils jul
Bärtils jul, även Bärtils julkalender, är en finlandssvensk julkalender i Yle från 2006 och är en fortsättning på serien med Bärtil och hans vänner från 2003. Serien regisserades av Ida Skeppar efter ett manus av Monica Vikström-Jokela.

## Handling
Det är december och snön har ännu inte kommit. I väntan på julen hittar Bärtil och hans kompisar på olika saker att göra och leka.

## Rollista
- Joachim Thibblin − fåret Bärtil
- Nina Hukkinen − Isa Gris
- Johan Aspelin − älgen
- Nina Granvik − pudeln Pipsa
- Chotta Grandell − Holly Gong
- Matti Raita − Matti Raita
- Ann-Charlotte Grandell − Kråk-Fia
- Benny Törnroos − berättare

## Avsnitt
1. I väntan på snö
2. Julsaker
3. Julboken
4. Snöbalett
5. Snälla barn
6. Självständighetsdag
7. Önskelista
8. Is
9. Ishockey
10. Konståkning
11. Julkort
12. Luciaval
13. Luciadag
14. Julklappsverkstad
15. Tomtejakt
16. Skida
17. Julstress
18. Julkonsert
19. Pepparkakor
20. Förbereda julen
21. Julpost
22. Julgran
23. Dansövning
24. Julfesten[2]